# Chrysiridia rhipheus
Chrysiridia rhipheus, ślicznotka madagaskarska – motyl nocny z rodziny uranidowatych (Uraniidae). Znana również pod nazwą Urania madagascariensis, U. rhipheus, U. rhiphaeus, C. riphearia i C. rhiphaeus.
WyglądRozpiętość skrzydeł wynosi około 8-10 cm. Należy do grupy najbardziej okazałych ciem. Jego tylne skrzydła są zakończone smukłymi ogonami. Charakterystyczne plamki pozwalają odróżnić go od podobnych gatunków. Jego gąsienica jest czarno-żółta. Ze względu na jasne ubarwienie i fakt, iż gąsienica tego motyla żeruje na trującej roślinie Ompahalea przypuszcza się, że ćma ta jest niesmaczna dla ptaków.
Skrzydła Chrysiridia rhipheus służyły do dekorowania biżuterii tworzonej w stylu secesyjnym.
WystępowanieMadagaskar.